# Aaron Schwartz (ator americano)
Aaron Schwartz (nascido em 4 de janeiro de 1981) é um ator americano, conhecido por interpretar o papel principal de Gerald Garner no filme de 1995 Heavyweights, e pelo papel de Dave Karp no filme de 1992 da Walt Disney, The Mighty Ducks.  Além de seus dois papéis no cinema, Schwartz interpretou Clem Lanell em oito episódios de As Aventuras de Pete e Pete, e apareceu em um episódio de The Cosby Show.  Ele teve um papel recorrente como o porteiro Vanya na série de drama adolescente da CW, Gossip Girl, e seu spin-off Chasing Dorota.

## Indicações a prêmios
Schwartz, juntamente com o resto do jovem elenco de The Mighty Ducks, foi indicado ao prêmio Outstanding Young Ensemble Cast no 14º Youth in Film Awards (1991–1992).

## Filmografia

### Cinema
| Ano  | Título                      | Papel                 | Notas             |
| ---- | --------------------------- | --------------------- | ----------------- |
| 1992 | The Mighty Ducks            | Dave Karp             |                   |
| 1995 | Pesos Pesados               | Gerald "Gerry" Garner |                   |
| 2011 | Third Down                  | Chris                 | curta-metragem    |
| 2011 | Stray                       | Holland               | curta-metragem    |
| 2011 | Evil                        | Famine                | curta-metragem    |
| 2017 | Guardiões da Galáxia Vol. 2 | Ego Jovem             | Referência Facial |
| 2018 | Ham on Rye (filme)          | Uno Bro               | Longa metragem    |

### Televisão
| Ano       | Título                             | Função                          | Notas                          |
| --------- | ---------------------------------- | ------------------------------- | ------------------------------ |
| 1989      | The Cosby Show                     |                                 | Episódio: "Devemos Dançar?"    |
| 1993–1994 | The Adventures of Pete & Pete      | Clem Lanell                     | 8 episódios                    |
| 2009      | Guiding Light The Guiding Light    | Dr. Mansfield                   | 2 episódios                    |
| 2009–2012 | Gossip Girl (telessérie)           | Vanya                           | 15 episódios                   |
| 2010      | Law & Order                        | Policial de esquadrão de bombas | Episódio: " Rubber Room "      |
| 2011      | Suits                              | Entrevistado # 1                | Episódio: " piloto "           |
| 2012      | Made in Jersey                     | Ted                             | Episódio: "Wingman"            |
| 2013      | The Originals (série de televisão) | Homem bonito                    | Episódio: "Always and Forever" |

### Internet
| Ano  | Título         | Função | Notas       |
| ---- | -------------- | ------ | ----------- |
| 2009 | Chasing Dorota | Vanya  | 6 episódios |